# 漫江
漫江位于中华人民共和国吉林省抚松县东部，是头道松花江上游干流，发源于抚松县东南部，长白山自然保护区，于抚松县城抚松镇下游1km处与松江河汇流后始称头道松花江。河长153千米，河道比降8.2‰，总落差1258米，流域面积2781平方千米。河口年均流量44.1m3/s。流域内多为原始森林和次生林，植被良好，森林覆盖率约为73%。
漫江在落差比较集中的石头河口以上最小月均流量为25.2m3/s，流量虽小但落差集中。漫江下游从南天门到汤河口段沿江有通化至白河的浑白铁路的7座铁路桥及2座隧道。
漫江水电梯级开发，在上游河段建有：
1. 黑河水电站：位于上游的松江河林业局下属的黑河林场。
2. 长松水电站：位于漫江镇长松村，总装机765kW（2X320kW+1x125kW）。橡胶坝高3.0m。坝址处河底高程844.5m，正常水位848.5m。发电正常尾水位842.0m。设计额定水头6.0m，发电引水量16.4m3/s。坝下右岸明渠引水，明渠长215m，2009年建成发电。[3]
3. 漫江水电站：位于漫江镇漫江村。3台机组总装机750kW。坝高17.5m，1983年建成。
4. 枫林水电站

在中游建有松山水库，通过漫松引水隧洞把漫江水全部调往右邻的松江河的小山水电站，使得坝址以下至石头河口段河道脱水。
在下游建有
1. 青川一级电站：坝高3.5m，坝后岸边明渠引水，明渠长540m。3台机组，总装机2100kW
2. 青川二级电站：坝高2.5m，总库容18万m3。隧洞引水，洞长2600m。3台980kW机组，1台630kW机组，总装机3570kW。多年平均发电量为1707万kWh。总投资5938.92万元。坝址位于仙人桥镇大青川村胜利二社处。发电厂房位于抚仙二号公路桥下游160m处。上游2km处为青川一级水电站。
3. 青川三级电站：坝高3.5m，坝后岸边压力方涵引水，长1400m。3台机组，总装机1760kW